# Delik (Tuntang)
Delik is een bestuurslaag in het regentschap Semarang van de provincie Midden-Java, Indonesië. Delik telt 3195 inwoners (volkstelling 2010).